# Épître au Yémen
L’Iggeret Teiman (hébreu אגרת תימן, L’Épître au Yémen, parfois traduit en français Épître aux Yéménites) est un responsum rédigé par Moïse Maïmonide à l'attention des Juifs du Yémen. D'une portée bien plus large que ce seul pays, il fut diffusé dans toute la diaspora juive et acquit une importance considérable dans le judaïsme.
Il fut écrit en réponse aux persécutions religieuses que subirent les Juifs yéménites au XIIe siècle et à l'hérésie qui gagnait au sein de la communauté. Le judaïsme yéménite, isolé du reste de la diaspora était à cette époque menacé par les musulmans chiites zaïdistes qui entreprirent de convertir la communauté de gré ou de force. À cette époque, il y avait peu de grands hakhamim (sages) au Yémen ce qui permit à un prophète autoproclamé de prêcher une religion syncrétique combinant judaïsme et islam.
L'augmentation des persécutions et des cas d'apostasie conduisit l'un des plus grands sages du Yémen, Jacob ben Nathanael al-Fayyumi (en), à demander conseil à Rabbi Moché ben Maïmon plus connu sous le nom de Moïse Maïmonide.
Maïmonide répondit depuis l'Égypte où il séjournait, par une épître écrite en arabe et plus tard traduite en hébreu intitulé Iggeret Teiman (l'épître du Yémen). Cette lettre fit forte impression au sein de la communauté juive du Yémen et arrêta l'avancée du nouveau courant religieux. Elle fut aussi une source de réconfort et de consolation face aux persécutions.